# Kelly Macdonaldová
Kelly Macdonaldová (nepřechýleně Macdonald; * 23. února 1976 Glasgow, Spojené království) je skotská filmová, televizní a rozhlasová herečka. Proslavila se díky rolím ve filmech Trainspotting (1996), Gosford Park (2001), Intermission (2003), Kouzelná chůva Nanny McPhee (2005), Harry Potter a Relikvie smrti – část 2 (2011), Rebelka (2012), Anna Karenina (2012), Okja (2017) a Raubíř Ralf a internet (2018). Za roli v televizním filmu The Girl in the Café (2005) získala nominaci na Zlatý glóbus a získala cenu Emmy v kategorii nejlepší ženský herecký výkon ve vedlejší roli (minisérie nebo film). V roce 2003 se objevila v úspěšné minisérii stanice BBC State of Play. Za roli ve filmu Tahle země není pro starý (2007) získala nominaci na Filmovou cenu Britské akademie v kategorii nejlepší ženský herecký výkon ve vedlejší roli. Hrála v pěti řadách seriálu Impérium – Mafie v Atlantic City (2010–2014) roli Margaret Thompsonové, za kterou získala nominaci na cenu Emmy v roce 2011.
Od dětství chtěla být herečka, ale herectví nikdy nestudovala. Zastává názor, že herectví je otázkou daru, který buď člověk má, anebo nemá.

## Osobní život
V srpnu 2003 se provdala za basového kytaristu Dougieho Payna, v roce 2008 se narodil jejich první syn, v roce 2012 druhý. Manželé se rozešli v roce 2017.

## Filmografie

### Film
| Rok  | Název                                  | Role                    | Poznámky |
| ---- | -------------------------------------- | ----------------------- | --- |
| 1996 | Trainspotting                          | Diane Coulston          | nominace – Filmová cena Britské akademie (Skotsko) v kategorii nejlepší ženský herecký výkon |
| 1996 | Stella šlape chodník                   | Stella McGuire          | |
| 1997 | Dead Eye Dick                          | Wendy                   | krátkometrážní film |
| 1998 | Madam Bette                            | Hortense Hulot          | |
| 1998 | Královna Alžběta                       | Isabel Knollys          | |
| 1999 | Čtyři do trojky                        | Mike                    | |
| 1999 | Entropy                                | Pia                     | |
| 1999 | Ztráta sexuální nevinnosti             | Susan                   | |
| 1999 | Takový jsem byl                        | Elspeth Pettigrew       | |
| 1999 | Historky z metra                       | Emma                    | Segment: „Mr. Cool“ |
| 2000 | Dům s tichým barem                     | Mary O'Neary            | nominace – Film Independent Spirit Awards v kategorii nejlepší ženský herecký výkon v hlavní roli |
| 2000 | Bingo!                                 | Linda                   | |
| 2000 | Hlasy v hlavě                          | Laura                   | |
| 2001 | Sinatra                                | Irene                   | |
| 2001 | Gosford Park                           | Mary Maceachran         | Florida Film Critics Circle Awards v kategorii nejlepší obsazení Online Film Critics Society Awards v kategorii nejlepší obsazení Satellite Awards v kategorii nejlepší obsazení Cena Sdružení filmových a televizních herců v kategorii nejlepší obsazení – film nominace – Awards Circuit Community Awards v kategorii nejlepší obsazení nominace – Critics' Choice Movie Awards v kategorii nejlepší obsazení nominace – Empire Awards v kategorii nejlepší britská herečka nominace – Phoenix Film Critics Society Awards v kategorii nejlepší obsazení |
| 2003 | Intermission                           | Deirdre                 | |
| 2004 | Hledání Země Nezemě                    | Petr Pan                | |
| 2005 | Stopařův průvodce po Galaxii           | reportérka Jin Jenz     | |
| 2005 | Neviditelné děti                       | Jonathanova manželka    | Segment: „Jonathan“ |
| 2005 | Kouzelná chůva Nanny McPhee            | Evangeline              | |
| 2005 | Lassie                                 | Jeanie                  | |
| 2006 | A Cock and Bull Story                  | Jenny                   | |
| 2007 | Tahle země není pro starý              | Carla Jean Moss         | Gold Derby Awards v kategorii nejlepší obsazení London Critics Circle Film Awards v kategorii nejlepší ženský herecký výkon ve vedlejší roli National Board of Review Awards v kategorii nejlepší obsazení Cena Sdružení filmových a televizních herců v kategorii nejlepší obsazení – film nominace – Filmová cena Britské akademie v kategorii nejlepší ženský herecký výkon ve vedlejší roli nominace – Houston Film Critics Society Awards v kategorii nejlepší ženský herecký výkon ve vedlejší roli nominace – International Online Cinema Awards v kategorii nejlepší ženský herecký výkon ve vedlejší roli nominace – Online Film Critics Society Awards v kategorii nejlepší ženský herecký výkon ve vedlejší roli |
| 2008 | Vánoční vrah                           | Kate Frazier            | nominace – Evening Standard British Film Awards v kategorii nejlepší ženský herecký výkon |
| 2008 | Zalknutí                               | Paige Marshall          | Ocenění poroty filmového festivalu Sundance v kategorii nejlepší obsazení |
| 2009 | V elektrizující mlze                   | Kelly Drummond          | |
| 2011 | Náhradnice                             | Katie Nic Aodh          | |
| 2011 | Harry Potter a Relikvie smrti – část 2 | Helena Ravenclaw        | nominace – Gold Derby Awards v kategorii nejlepší obsazení |
| 2012 | Rebelka                                | Princezna Merida (Hlas) | Alliance of Women Film Journalists EDA Awards v kategorii nejlepší animovaný hlas – žena nominace – Cena Annie v kategorii nejlepší hlas v animovaném filmu nominace – Behind the Voice Actors Awards v kategorii nejlepší ženský hlas ve filmu nominace – Online Film & Television Association Awards v kategorii nejlepší hlas |
| 2012 | Anna Karenina                          | Dolly Oblonskaya        | |
| 2016 | Special Correspondents                 | Claire Maddox           | |
| 2016 | Vlaštovky a Amazonky                   | paní Walkerová          | |
| 2016 | The Journey Is the Destination         | Duff                    | |
| 2017 | T2 Trainspotting                       | Diane Coulston          | Ocenění TheWIFTS Foundation International VIsionary Awards v kategorii nejlepší ženský herecký výkon v hlavní roli |
| 2017 | Sbohem Kryštůfku Robine                | Olive Rand              | nominace – British Independent Film Awards v kategorii nejlepší ženský herecký výkon ve vedlejší roli |
| 2018 | Puzzle                                 | Agnes                   | |
| 2018 | Raubíř Ralf a internet                 | Princezna Merida (Hlas) | |
| 2018 | Holmes a Watson                        | paní Hudsonová          | |
| 2019 | Dirt Music                             | Georgie                 | |
| 2022 | Operation Mincemeat                    | Jean Leslie             | |

### Televize
| Rok       | Název                            | Role                        | Poznámky |
| --------- | -------------------------------- | --------------------------- | --- |
| 1996      | Flowers of the Forest            | Amy Ogilvie                 | TV film |
| 2003      | Štětcem osudu                    | Aletta Pieters              | TV film |
| 2003      | State of Play                    | Della Smith                 | 6 dílů |
| 2005      | Alias                            | Kiera MacLaine/Meghan Keene | díl: „Led“ |
| 2005      | The Girl in the Café             | Gina                        | TV film Cena Emmy v kategorii nejlepší ženský herecký výkon ve vedlejší roli v mini-seriálu nebo TV filmu nominace – Gold Derby Awards v kategorii nejlepší ženský herecký výkon v hlavní roli (TV film nebo mini-seriál) nominace – Online Film & Television Association Awards v kategorii nejlepší ženský herecký výkon v hlavní roli (TV film nebo mini-seriál) nominace – Zlatý glóbus v kategorii nejlepší ženský herecký výkon v hlavní roli v mini-seriálu nebo TV filmu |
| 2009      | Skellig                          | Louise/matka                | TV film |
| 2010–2014 | Impérium – Mafie v Atlantic City | Margaret Thompson           | 45 dílů Cena Sdružení filmových a televizních herců v kategorii nejlepší obsazení – drama (2011–12) nominace – Cena Emmy v kategorii nejlepší ženský herecký výkon ve vedlejší roli – drama nominace – Critics' Choice Television Awards v kategorii nejlepší ženský herecký výkon ve vedlejší roli – drama (2011, 2012) nominace – Gold Derby Awards v kategorii nejlepší ženský herecký výkon ve vedlejší roli (2011) nominace – Online Film & Television Association Awards v kategorii nejlepší ženský herecký výkon ve vedlejší roli (2011, 2012) nominace – Satellite Awards v kategorii nejlepší ženský herecký výkon ve vedlejší roli – seriál, mini-seriál, TV film (2011) nominace – Cena Sdružení filmových a televizních herců v kategorii nejlepší obsazení – drama (2013, 2015) nominace – Zlatý glóbus v kategorii nejlepší ženský herecký výkon ve vedlejší roli v seriálu,mini-seriálu nebo TV filmu (2011, 2012) |
| 2016      | Černé zrcadlo                    | Karin Parke                 | díl: „Hated in the Nation“ |
| 2017      | Dítě v pravý čas                 | Julie                       | TV film |
| 2019      | Giri/Haji                        | Sarah                       | hlavní role, 8 dílů |
| 2019      | The Victim                       | Anna Dean                   | mini-seriál, 4 díly |
| 2020      | Truth Seekers                    | JoJo 74                     | |
| 2021      | Line of Duty                     | Jo Davidson                 | 7 dílů |

### Videohra
| Rok  | Název   | Role          | Poznámky |
| ---- | ------- | ------------- | -------- |
| 2012 | Rebelka | Merida (hlas) |          |